# Kościół św. Anny w Kościeszkach
Kościół świętej Anny w Kościeszkach – rzymskokatolicki kościół parafialny należący do parafii pod tym samym wezwaniem (dekanat kruszwicki archidiecezji gnieźnieńskiej).
Obecny kościół został wzniesiony w 1766 roku i ufundowany przez Franciszka Wysockiego, dzięki staraniom proboszcza Floriana Ostromęckiego. Budowla jest orientowana, reprezentuje styl barokowy i wybdowana została w drewnianej konstrukcji zrębowej, na podmurówce kamiennej. Kościół składa się z korpusu pięcioprzęsłowego, wnętrze jest trzynawowe w układzie pseudobazylikowym. Prezbiterium świątyni nie jest wydzielone z nawy głównej, zamknięte jest boczną zakrystią. Z boku nawy są umieszczone kruchta i kaplica dostawione w latach 1955–1957 na podstawie odkrytych fundamentów. Dach kościoła jest pokryty gontem, na dachu znajduje się sześciokątna wieżyczka na sygnaturkę zwieńczona blaszanym dachem hełmowym z latarnią. Do najcenniejszych zabytków świątyni można zaliczyć: ołtarz główny z 1770 roku, dwa ołtarze boczne w stylu rokokowym i ambonę (1766–1770), XIV-wieczną figurkę św. Anny, chrzcielnicę z XX wieku, ozdobioną rzeźbą z 2. poł. XVIII wieku przedstawiającą chrzest w Jordanie. We wnętrzu znajdują się liczne rzeźby gotyckie i barokowe, powstałe w okresie od XVI do XIX wieku.